# Ncera
Ncera is een bestuurslaag in het regentschap Bima van de provincie West-Nusa Tenggara, Indonesië. Ncera telt 3656 inwoners (volkstelling 2010).